# Eşme
Eşme là một huyện thuộc tỉnh Uşak, Thổ Nhĩ Kỳ. Huyện có diện tích 1362 km² và dân số thời điểm năm 2007 là 36732 người, mật độ 27 người/km².